# Clarinet contrabaix

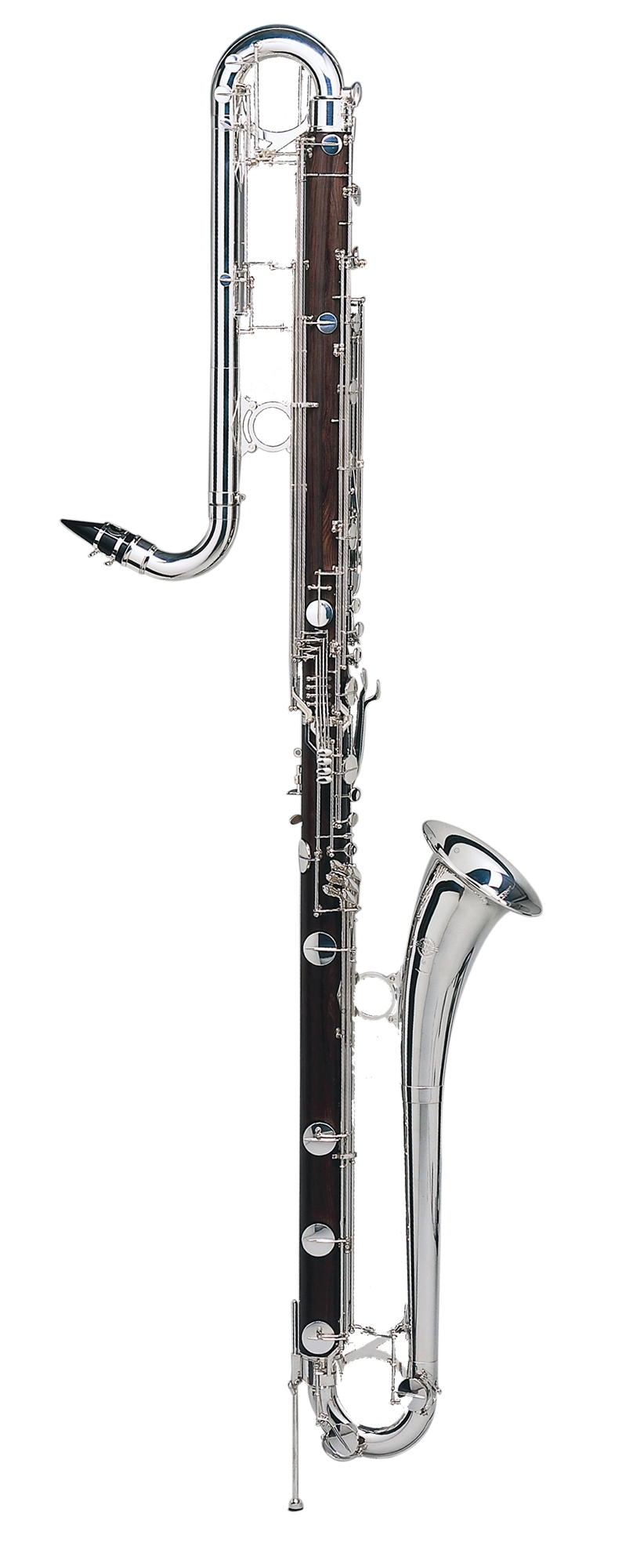
Clarinet contrabaix

El clarinet contrabaix és el més llarg de la família dels clarinets que ha estat produït regularment i que el seu ús s'ha ampliat significadament. En altres ocasions és conegut pel nom clarinet pedal, paraula que es refereix no a cap mecanisme de l'instrument sinó a una analogia entre els seus tons baixos amb els tons pedals del trombó, o la secció pedal de l'orgue. Els clarinets contrabaixos moderns estan afinats amb Si♭ (bemoll), arribant a dues octaves més baixes (greus) que el clarinet soprano en Si♭ i una octava descendent del clarinet baix. Alguns dels models de clarinets contrabaixos tenen unes notes que s'amplien cap a greu fins a un mi♭, mentrestant que altres poden arribar a un re i fins i tot a un do. Alguns d'aquests instruments, en el passat estaven afinats en Do; la pesa d'Arnold Schönberg, «Fünf Orchesterstücke» especifica l'ús d'un clarinet contrabaix afinat en la, però no existeix evidència que aquest instrument hagi existit. A diferència d'altres clarinets, el clarinet contrabaix és construït usualment amb només una clau de trino per la mà dreta no com els costums de les quatre claus. Aquesta clau té la mateixa funció que la més baixa de les claus de trino en altres clarinets.